# Rainbow (angol együttes)
A Rainbow (más néven Ritchie Blackmore's Rainbow vagy Blackmore's Rainbow) egy angol rockzenekar vagy supergroup, melyet Ritchie Blackmore gitáros alapított 1975-ben, miután kilépett korábbi zenekarából a Deep Purpleből. Az eredeti felállást a Deep Purple előzenekaraként is játszó Elf tagjai alkották, de Blackmore az 1975-ben megjelent debütlemez után szélnek eresztette a zenekart. Csak Ronnie James Dio maradt mellette aki 1978-ig maradt az együttes tagja. A vele készült első három Rainbow albumra úgy tekintenek az együttes rajongói, mint a zenekar pályafutásának kiemelkedő momentumaira, melyek felbecsülhetetlen hatást gyakoroltak a későbbi hard rock és heavy metal zenekarokra is.
Ronnie James Dio misztikus és lírai, a fantasy stílusában íródott dalszövegei, valamint Blackmore energikus, gyakran a komolyzenéből is merítő gitárjátéka az újdonság erejével hatott, mely később nagy hatást gyakorolt a neoklasszikus metal létrejöttére is.
Dio kiválásával az együttes elhagyta a fantasy dalszövegeket, Blackmore pedig egy kommerszebb és rádióbarátabb hangzás felé terelte az együttest.
A zenekar Graham Bonnet és Joe Lynn Turner énekesekkel is megőrizte népszerűségét, több daluk is felkerült a slágerlistákra az 1970-es évek végén és az 1980-as évek elején.
1984-ben a Deep Purple újjáalakulása révén feloszlott a Rainbow, de Blackmore 1994-ben újra összehozta az együttest. Az újjáalakulás mindössze egyetlen lemezt eredményezett, mely 1995-ben jelent meg Stranger in Us All címmel. Blackmore ezt követően elfordult a rockzenétől, és feleségével Candice Night énekesnővel létrehozta az angol reneszánsz folk-rockot játszó Blackmore’s Nightot.
A VH1 „minden idők legnagyobb hard rock előadói” listáján a 90. helyre került a Rainbow.

## Történet

### Előzmények és a debütáló nagylemez (1974-1975)
A Deep Purple 1974-ben megjelent Stormbringer albumán felerősödtek, a blues és funk hatások, melyek elsősorban David Coverdalenek és Glenn Hughesnek voltak köszönhetőek. Ritchie Blackmore az együttes gitárosa nem volt elégedett az új irányvonallal a zenekarban pedig egyre gyakoribbá váltak a viták. Az 1970-es évek első felében több alkalommal is az Elf nyitott a Deep Purple-nek. Blackmore ekkor figyelt fel az együttes énekesére Ronnie James Dióra. Az énekes később így kommentálta első találkozásukat: „Az egyik este a műsorunk után megjelent az öltözőm ajtajában Ritchie. Teljes fellépődíszt viselt, hosszasan meredt rám, majd csak annyit mondott: jó énekes vagy. Ezután szó nélkül kiment.” Blackmore 1974-ben egy kislemezt akart megjelentetni a saját neve alatt, melynek felvételeihez elkezdte toborozni maga köré a zenészeket. Blackmore ekkor kereste meg Ronnie James Dio zenekarát az Elfet, akikkel még a Deep Purple turnéján ismerkedett meg.
Blackmore és Dio első közös munkája a Quatermass együttes Black Sheep Of The Family című dalának a felvétele volt, melyen kettejük mellett az Elf tagjai játszottak. A felvételen más zenészek is közreműködtek, így a Procol Harum egykori billentyűse Matthew Fisher és az Electric Light Orchestra csellistája Hugh McDowell is megjelent a stúdióban. Blackmore elégedett volt a felvételekkel és elhatározta, hogy az Elf muzsikusaival fogja rögzíteni első szólóalbumát. 1975-ben kilépett a Deep Purple soraiból, majd az Elf tagjaival bevonult a Németországban található Musicland Studiosba.

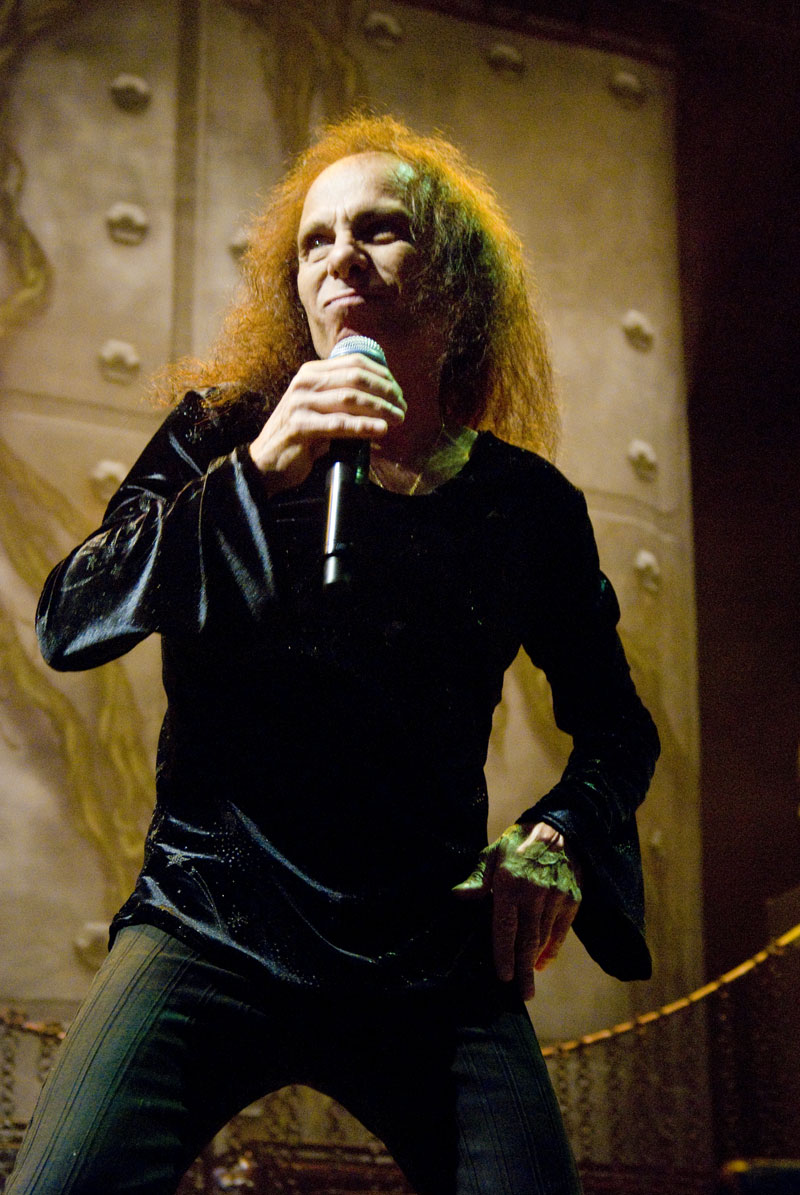
Ronnie James Dio 1975 és 1979 között volt az együttes énekese.

Blackmore a híres hollywoodi klub után nevezte el új együttesét, 
mely Martin Birch producerrel készítette el első lemezét. A korongon Blackmore és Dio mellett Mickey Lee Soul (billentyűs hangszerek), Craig Gruber (basszusgitár) és Gary Driscoll (dob) játszott.
A Ritchie Blackmore’s Rainbow című album 1975. szeptember 4-én jelent meg, melyre a Black Sheep Of The Family című Quatermass feldolgozás mellett a The Yardbirds Still I'm Sad dala is felkerült. A korong vegyes kritikákban részesült, a kritikusok többsége a Deep Purple lemezeihez hasonlítgatta az anyagot, de Dio énekhangját is előszeretettel hasonlították Ian Gillanéhez. A Rainbow zenéje jóval többet merített a klasszikus zenéből, mint Blackmore előző zenekara, de Dio fantasy dalszövegei is adtak egy azonnal felismerhető karaktert az együttesnek. A korongról a kislemezen is kiadott Man on the Silver Mountain aratta a legnagyobb sikert, de koncerteken előszeretettel játszották a Catch the Rainbow és a Sixteenth Century Greensleeves dalokat is. Utóbbi dalt Dio írta és eredetileg a Black Sheep Of The Family B oldalán jelent volna meg. A dalt Dio és Blackmore az első lemez rögzítésekor átdolgozta, mely később az album egyik leghíresebb szerzeményévé vált.
Az album megjelenésekor ugyan a kritikusok reakciója vegyes volt (az egyik legbefolyásosabb magazin a Rolling Stone negatívan írt róla), de az évek múlásával a lemez egyre nagyobb befolyást gyakorolt a műfajra. Zeneileg az Elf féle rock and roll és blues-rock, valamint a Blackmore által preferált keményebb hard rock keverékét tartalmazta az album, mely Európában és Japánban már megjelenésekor is sikert aratott. Angliában a 11. helyig jutott az anyag, míg az Amerikai Egyesült Államokban a 30. helyet szerezte meg magának.
A zenekar ezt követően nekiállt koncertezni, azonban a lemezt rögzített felállás sosem lépett fel élőben, ugyanis Mickey Lee Soul a megjelenést követően átigazolt Ian Gillan zenekarába.
A Rainbownak már az első turnéin sikerült megtölteniük a komolyabb méretű koncerttermeket, de Blackmore nem volt elégedett a tagokkal. Túl lazának és funkosnak találta a játékukat, ezért Dio kivételével mindenkit kirúgott a zenekarból. Craig Gruber és Gary Driscoll megalakították a Bible Black együttest, amivel két albumot készítettek. Gruber később session zenészként dolgozott, Driscoll pedig 1981-ben gyilkosság áldozata lett.

### Rising,On Stage(1976-1977)
Blackmore nekiállt új tagokat keresni a második album felvételeihez. Dobosként a Jeff Beck mellett megismert Cozy Powellt szerződtette, akinek John Bonham-szerű kemény és precíz dobolása azonnal elnyerte a gitáros tetszését. A basszusgitáros Jimmy Bain lett, míg a billentyűs hangszereket az amerikai Tony Carey kezelte. Ez a felállás 1976-ban vonult be a München városában található Musicland Studiosba, hogy rögzítse a Rainbow Rising albumot. Az anyag 1976. május 17-én jelent meg, elődjéhez hasonlóan a Polydor (Anglia) és az Oyster (USA) gondozásában. A produceri teendőket ismét Martin Birch látta el. Az album pozitív kritikákban részesült, mely egyes rajongók szerint az együttes legjobb munkája, de a korongot gyakran emlegetik úgyis, mint a „legtökéletesebb hard rock albumot”. Elődjénél egy keményebb album született, mely eltávolódást mutatott a korábbi blues-rock felől egy monumentálisabb, epikusabb irány felé. Ugyan a Tarot Woman, a Run With The Wolf vagy a Light In The Black is a műfaj klasszikusaivá váltak a lemezről a címadó dalt említik meg a legtöbbször, mely egyúttal a korong csúcspontjának is tekinthető. A 8 és fél perces dal felvételeiben a Müncheni Filharmonikusok is közreműködtek. A dalra maga Blackmore is úgy tekint, mint pályafutásának kiemelkedő pillanatára: „A Rising fordulópontot jelentett a pályámban. Ugyan szerintem volt azon a lemezen egy-két laposabb nóta is, de az biztos, hogy a Stargazer új kezdetnek bizonyult, és nemcsak a zenekar számára.”
A lemez borítóját a fantasy grafikáiról elhíresült Ken Kelly festette.
A Risingot a kritikusok is pozitívan fogadták, az AllMusic külön kiemelte Blackmore és Dio teljesítményét, valamint hozzátette, hogy Blackmore az itt hallható játékával lefektette a neoklasszikus metal alapjait.
Később a Kerrang! magazin a Risingot a „minden idők legjobb albuma” címmel illette, mely Angliában a 6. helyre került, amerikában pedig a 48. helyig jutott.
A lemezmegjelenést az együttes első világkörüli turnája követte, mely során amerikában is bemutatkozott az együttes. A zenekar kirobbanó színpadi erejét hivatott megörökíteni az 1977-ben megjelent On Stage dupla koncertalbum, melynek felvételeihez Németországban és Japánban rögzített koncerteket használtak fel. A korongra felkerült egy akkor még kiadatlan dal a Kill the King is, mely az 1978-as Long Live Rock ’n’ Roll albumra is felkerült. A ma már legendásnak számító album nagyrészt negatív kritikákban részesült. A Rolling Stone negatívan nyilatkozott az anyagról, míg az AllMusic kifejtette, hogy a lemez jó dalokat tartalmaz, de nem mentes az unalmas pillanatoktól sem.
A Rising turnéjának végeztével Blackmore felszólítására Tony Carey és Jimmy Bain elhagyta a zenekart. Carey ezt követően saját zenekart hozott létre, Planet P néven. Távozásuk után Blackmore egyre nehezebben találta meg az elvárásainak megfelelő személyeket. A billentyűsi posztra olyan zenészeket hallgatott meg, mint a Vanilla Fudge soraiból ismert Mark Steint, a Procol Harum egykori tagját Matthew Fishert vagy a Curved Air és Roxy Music billentyűs Eddie Jobsont. Az állandó billentyűs végül David Stone lett, a kevésbé ismert Symphonic Slam zenekarból. Basszusgitárosként azt a Mark Clarke-ot szerződtette a zenekar, aki korábban a Uriah Heep, a Jon Hiseman fémjelezte Colosseum, és a Tempest zenekarokban játszott.

### Long Live Rock 'n' Roll,Down to Earth(1978-1980)
A következő nagylemez munkálatai 1977 májusában kezdődtek és az év decemberéig tartottak. Az együttes az angol adótörvények elől Franciaországba menekült, a lemezfelvételek idejére. A Martin Birch producerrel készült album Long Live Rock ’n’ Roll címmel 1978. április 9-én jelent meg a Polydor Records gondozásában. Blackmore nem volt elégedett az újjal játszó Clarke teljesítményével, így még a lemez elkészülte előtt kirúgta a zenekarból. A lemezen hallható basszustémák egy részét maga Blackmore játszotta fel, a maradékot pedig az együttes új basszusgitárosa, a korábbi Widowmaker tag Bob Daisley rögzítette.
A pozitív kritikákban részesült album tartotta elődje magas színvonalát, mely azonban kevésbé volt progresszív, mint az 1976-os lemez. A korong olyan klasszikus dalokat tartalmazott, mint a Kill The King, vagy az együttes és a műfaj „himnuszának” is tekinthető Long Live Rock 'n' Roll. A lemez egyik leghíresebb szerzeménye a Gates Of Babylon, melyben (a Stargazerhez hasonlóan) az együttes komolyzenei hatásai is megmutatkoztak.
Az album megjelenésekor a Rainbow már Európában és Japánban is a legnépszerűbb rockegyüttesek közé tartozott, így a lemez Angliában a 7. helyen nyitott. A címadó dal és az L.A. Connection az amerikai rádiókban is rendszeresen felbukkant, tovább növelve az együttes hírnevét.
A lemezmegjelenést követő világturnén már Don Airey kezelte a billentyűs hangszereket. Az amerikai turné során a REO Speedwagon előzenekaraként játszottak. A körút során Blackmore ráeszmélt, hogy a Rainbow által képviselt zenei világ iránt nincs akkora érdeklődés az Egyesült Államokban, mint gondolta, ezért elhatározta, hogy egy kommerszebb, rádióbarátabb irányba tereli az együttest. A siker érdekében Blackmore megkérte Diot, hogy a fantasy dalszövegek helyett írjon inkább szerelmes szövegeket. Dio erre nem volt hajlandó, ezért kilépett a zenekarból. Pályafutását a Black Sabbathban folytatta. Blackmore Powell kivételével mindenkit kirúgott a zenekarból, hogy a megfelelő társakkal hajtsa végre terveit. Énekesként Ian Gillant kereste meg, de nem járt sikerrel. A megfelelő emberre Graham Bonnet személyében talált rá, aki korábban a The Marbles tagja volt. Az együttes basszusgitárosa Roger Glover lett, aki nemcsak a produceri teendőket látta el, de a dalszövegekért is felelt.

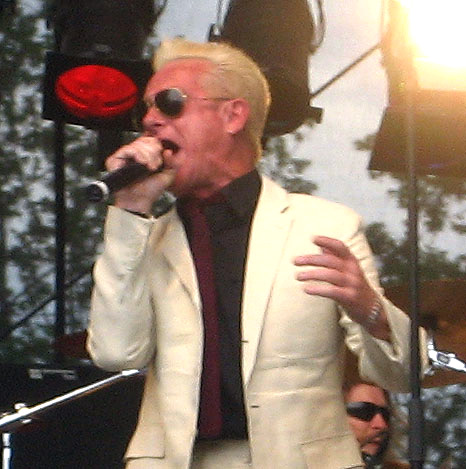
Graham Bonnet egyetlen lemez erejéig volt az együttes tagja az 1970-es évek végén. A fotó 2008-ban készült.

Az új felállású Rainbow ismét Franciaországba ment stúdiózni, hogy rögzítse következő nagylemezét. A Down to Earth című album 1979. július 28-án jelent meg, mely zeneileg egy könnyebben emészthető, poposabb zenekart mutatott. Az album minden korábbi lemezüknél sikeresebbnek bizonyult, a Since You Been Gone (mely eredetileg egy Russ Ballard szerzemény) és az All Night Long kislemezek pedig beváltották a hozzájuk fűzött reményeket, előkelő helyen szerepeltek a kislemezlistákon. Az anyag megítélése vegyes volt, az AllMusic kritikája szerint az album nem nyújtott sok újdonságot, de tartalmazott néhány figyelemreméltó slágert. A cikk írója Stephen Thomas Erlewine külön kiemelte Blackmore játékát, valamint 3 csillaggal jutalmazta a lemezt, a lehetséges ötből.
1980-ban főzenekarként léptek fel a Donningtonban megrendezésre kerülő Monsters of Rock fesztiválon. Ez a koncert volt Powell utolsó fellépése a zenekarral. Powell nem volt megelégedve az együttes új irányvonalával ezért önként távozott. Graham Bonnet részegen lépett színpadra, ezért a koncert után távoznia kellett a zenekarból. Bonnet ezt követően a Michael Schenker Group tagja lett.

### Difficult to Cure,Straight Between the Eyes(1981-1983)
Powell és Bonnet utódjai Joe Lynn Turner és Bobby Rondinelli lettek. Turner korábban a Fandango nevű hard rock zenekarban énekelt, míg Rondinelli számára a Rainbow volt az első komolyabb zenekar. Az új felállású együttes Dániába utazott, hogy rögzítse ötödik nagylemezét. Az ismét Roger Glover producerkedésével készült album, 1981. február 3-án jelent meg Difficult to Cure címmel. Zeneileg az elődje által megkezdett slágeresebb irányvonalat folytatta, melyre AOR darabok ugyanúgy felkerültek, mint hard rockosabb szerzemények.
Blackmore tervei megvalósulni látszottak, ugyanis az albumról kimásolt I Surrender (mely eredetileg egy Russ Ballard dal), hamar slágerré vált, de maga az album is kelendőnek bizonyult. Angliában a 3. helyre került a listákon, de az Egyesült Államokban is bekerült a Top 20-ba. A korong címadó dala Beethoven 9. szimfóniájának feldolgozása, melyet a későbbi koncerteken is rendre eljátszott a zenekar.
A lemezmegjelenést egy Jealous Lover című EP kiadása követte, mely ismét sikereket hozott az együttesnek. A kritikusok az együttes népszerűségét azzal magyarázták, hogy a zenekar „forgalomképes melódiákkal tudja ötvözni a hard rock erejét”. Az EP borítója csaknem megegyezett a Difficult to Cure albuméval, melyről a címadó Jealous Lovert előszeretettel játszották az amerikai AOR rádiók, de a Billboard listán is sikerült a 13. helyig jutnia. Az együttes következő turnéján Don Airey már nem vett részt, távozását zenei nézetkülönbségek okozták. Helyére David Rosenthal került.
1981 decemberében vonult újra stúdióba az együttes, hogy rögzítse hatodik nagylemezét. A Straight Between the Eyes album felvételei Kanadában zajlottak Glover produceri felügyelete mellett. Az 1982 június 10-én megjelenő album az Amerikai Egyesült Államokban elődjénél is nagyobb sikerekben részesült, melyről a Stone Cold és a Rock Fever dalok kislemezként is napvilágot láttak. A korongról még két dalt másoltak ki kislemezre, azonban a Death Alley Driver és a Power csak Japánban jelentek meg. A balladisztikus Stone Cold a Billboard Hot Mainstream Rock Tracks listájának az első helyére került, de az MTV is előszeretettel játszotta a dal videóklipjét. A lemez fogadtatása vegyes volt. Az együttes régebbi rajongóinak nem tetszett a poposabb hangvétel, de a Rolling Stone is negatívan cikkezett az albumról. Az AllMusic azonban az együttes egyik legerősebb albumaként jellemezte az anyagot.
Mivel a lemez Amerikában is sikeresnek bizonyult, Blackmore javaslatára egyből az Egyesült Államokban kezdődött a turné, és Angliában fel sem lépett a zenekar. A Texas állambéli San Antonióban filmre vették az együttes koncertjét, melyet Live Between the Eyes címmel gyakran sugárzott az MTV is.

### Bent Out of Shape,Finyl Vinyl(1983-1986)
1983 májusában kezdődtek meg az együttes hetedik lemezének a felvételei. Rondinelli még a stúdiózás előtt távozott, helyére Chuck Burgi került. A Glover producerkedésével rögzített Bent Out of Shape 1983 augusztus 24-én jelent meg. Az albumról a Street of Dreams jelent meg kislemezen, melyre klip is készült. A filmet azonban nem sugározta az MTV mivel a klipet hipnotizáló hatásúnak tekintette. Az együttes ismét az amerikai piac igényeit kiszolgáló kommersz hangzású lemezt készített, mely azonban nem tudta megismételni két elődje sikereit. Videóklip a Can't Let You Go című dalra készült. A videó alapötletét egy 1920-as horrorfilm a Dr. Caligari szolgáltatta. A minden korábbinál slágeresebb anyag nagyrészt negatív kritikákban részesült az AllMusic mindössze 2.5 csillaggal jutalmazta a lehetséges ötből és „giccsesnek” nevezte az anyagot, valamint kifejtette, hogy a lemez legjobb pillanatát az instrumentális Anybody There jelenti. A Sputnikmusic 1.5 csillagot adott rá az ötből, hozzátéve, hogy nemcsak a dalok nagyon gyengék, de a dalszövegek is.
A megjelenést brit turné követte, de ekkor már egyre többen beszéltek az együttes feloszlásáról. Gyakorivá váltak az olyan kijelentések, miszerint a Deep Purple újjáalakul, a Rainbow pedig feloszlik. A zenekar 1984 márciusában Japánban lépett fel, a Difficult to Core alatt pedig egy szimfonikus zenekar kísérte az együttest. Az estét filmre vették, de később egy DVD is megjelent Live At Budokan címmel.
1984-ben a Deep Purple bejelentette, hogy a klasszikus Ritchie Blackmore, Jon Lord, Ian Gillan, Roger Glover, Ian Paice felállásban újjáalakul, ami egyben a Rainbow végét is jelentette, így az együttes 1984 áprilisában feloszlott. A zenekar kiadója a Polydor 1986-ban egy koncertfelvételekkel és kiadatlan B oldalas dalokkal teli lemezt dobott a piacra Finyl Vinyl címmel. Az album tartalmazta az instrumentális Weiss Heim című Blackmore szerzeményt is, mely így először vált széles körben is hozzáférhetővé. A lemez borítóját Ross Halfin egy 1982-es német koncerten fotózta. Az AllMusic „meggyőzőbbnek” találta a lemezt, mint elődjét, melynek oka a cikk írója szerint a dinamikus koncertfelvételekben keresendő.

### Stranger in Us Allés az együttes utóélete (1995-1997, 1997-napjainkig)
Az újjáalakult Deep Purple-ben Gillan és Blackmore gyakran vitába került egymással, így 1988-ban szóba került egy lehetséges Rainbow újjáalakulás. Gillan azonban távozott a Purple soraiból, helyére pedig a Rainbow korábbi énekese Joe Lynn Turner került. Blackmore 1993-ban azonban „kreatív különbségekre” hivatkozva ismét kilépett, majd 1994-ben újjáalakította a Rainbowt.
Teljesen ismeretlen zenészeket vett maga mellé, majd hamarosan nekiállt felvenni az együttes visszatérő lemezét. Az énekes a korábbi Midnight Blue vokalista Doogie White lett, a basszusgitárt a korábban Alice Cooper mellett is megfordult Greg Smith kezelte, billentyűs hangszereken pedig a Doro Pesch mellől ismert Paul Morris játszott. John O’Reilly dobossal kiegészülve 1995-ben stúdióba vonult az együttes, hogy rögzítse máig utolsó nagylemezét a Stranger in Us Allt. Az 1995 augusztus 21-én megjelenő anyag produceri munkálatait Pat Regan és Ritchie Blackmore végezte. Zeneileg egy kevésbé populáris album született, a dalokban ugyanúgy felbukkant az együttes melodikusabb, poposabb albumainak a világa, mint a korai albumok neoklasszikus hard rock zenéje.
A lemezre egy The Yardbirds feldolgozás is felkerült, a már korábban is rögzített Still I'm Sad képében. A lemez másik feldolgozása egy komolyzenei adaptáció volt, mégpedig Edvard Grieg legendás In the Hall of the Mountain Kingje.
Mivel az album a grunge korszak közepén 1995-ben jelent meg, csak Európában hozott némi sikert. A kritika vegyesen fogadta a lemezt, az AllMusic három csillaggal jutalmazta a lehetséges ötből. Kritikájában a Black Masquerade és a Hunting Humans (Insatiable) dalokat emelte ki, mint csúcspontokat, valamint hozzátette, hogy White kiváló énekes, de annyira nem karakteres, mint az együttes korább énekesei. Videóklip az Ariel című dalra készült, melyben Blackmore felesége Candice Night is felbukkant.

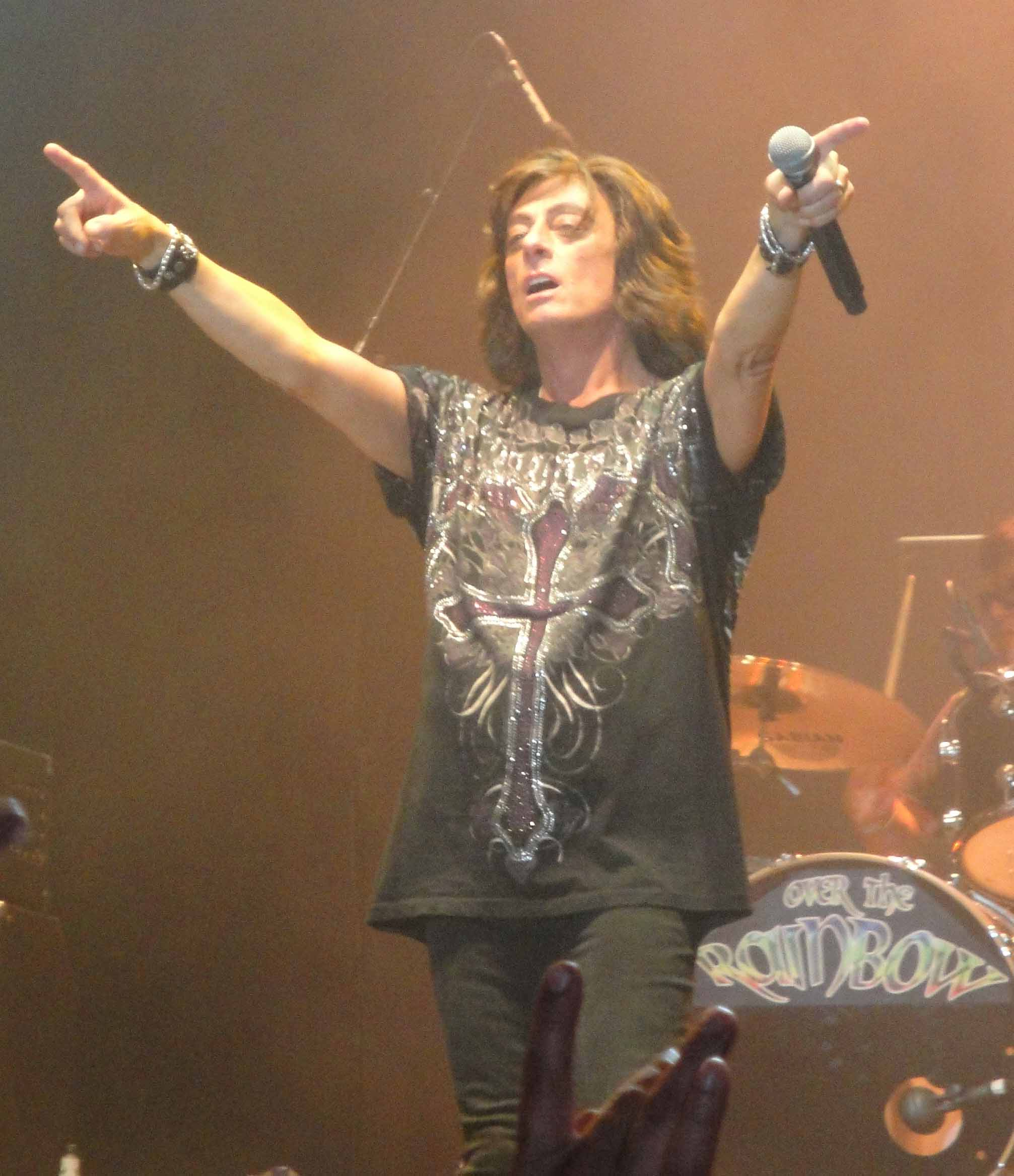
2009-ben egykori Rainbow zenészek Ritchie Blackmore fiával, Jürgen Blackmore-ral összefogva létrehozták az Over the Rainbow formációt, mely klasszikus Rainbow dalokkal már több turnét is lebonyolított. A fotón Joe Lynn Turner látható, aki 1980 és 1984 között volt a Rainbow tagja.

A megjelenést sikeres világkörüli turné követte, melynek Németországi állomását filmre is vették. Ugyan ez hivatalos kiadványon nem jelent meg, de a bootleg kiadványok a gyűjtők féltve örzőtt kincsei közé tartoznak. A ritkán játszott dalok és a hangszeres improvizációk miatt az egyik legtöbbet emlegetett nem hivatalos koncertfelvétel a zenekartól.
A turné végeztével Blackmore azonban feloszlatta az együttest, és régi szenvedélyének a reneszánsz és a középkori zenéknek szentelte munkásságát. Feleségével, az énekesnő Candice Nighttal létrehozta a Blackmore’s Night formációt, mely élén 1997 óta készít lemezeket és ad koncerteket.
1998-ban Cozy Powell az együttes legendás dobosa megkereste Blackmore-t és Diot, hogy rávegye őket egy újjáalakulásra. Powell csak egy közös turné gondolatát vetette fel, amibe Dio és Blackmore majdnem beleegyezett. A tervet végül Powell 1998 áprilisában bekövetkezett halála hiúsította meg. Az évek múlásával rendre felröppentek pletykák, miszerint Dio és Blackmore újra együtt dolgozik, de ezen híreszteléseket mindkét fél rendre cáfolta. Dio 2010. május 16-án bekövetkező halála pedig végérvényesen véget vetett az efféle találgatásoknak.
A Rainbow feloszlását követően több válogatáslemez is megjelent az 1990-es évek végén és a 2000-es évek elején, de koncertfelvételek is rendre napvilágot láttak. Utóbbiak közül a Live in Munich 1977 című dupla lemez és DVD kimondottan kelendőnek bizonyult, melyben nagy szerepet játszott az is, hogy ez volt az együttes világszerte is megjelenő, első hivatalos DVD kiadványa. A Rainbow hagyatékának ápolása céljából, több koncertlemez is megjelent 2006-ban, melyek mindegyikét az együttes 1976-os német turnéján rögzítették.
Az együttes dalai rendre előkerülnek az 1997-es feloszlást követően is, melyek némelyikét Ronnie James Dio is előszeretettel énekelte, de Joe Lynn Turner és Graham Bonnet is szokott énekelni Rainbow dalokat saját koncertjein. Don Airey gyakran játszik 1979 és 1981 között készült Rainbow dalokat, de időnként Blackmore is visszaás a múltba Blackmore's Night zenekarával.
2002 és 2004 között a Joe Lynn Turner és Glenn Hughes nevével fémjelzett Hughes Turner Project is játszott Rainbow dalokat. Turner és Graham Bonnet 2007. augusztus 9-én Helsinki városában adott egy speciális koncertet, mely során 1979 és 1983 között készült Rainbow dalokat adtak elő. Az együttes utolsó felállásának énekese Doogie White, létrehozott egy Rainbow dalokat játszó zenekart is (White Noise), melynek egyetlen kiadványaként egy DVD is napvilágot látott. A felvételen látható koncertet a Uriah Heep előzenekaraként adták, a program nagy részét pedig a Stranger in Us All album dalai alkották.
2009-ben Joe Lynn Turner, Bobby Rondinelli, Greg Smith és Tony Carey létrehozta a Rainbow dalokat játszó Over the Rainbow zenekart, melynek érdekessége, hogy a gitáros nem más, mint Ritchie Blackmore fia Jürgen Blackmore. 2016-ban három koncert erejéig (Loreley Freilichtbuhne,Bietigheim-Bissingen,Getting Arena-Birmingham) újra összeállt a Rainbow az alábbi felállásban: Ritchie Blackmore – gitár, Jens Johansson – billentyűs hangszerek (Stratovarius), David Keith – dobok (Blackmore's Night ) , Bob Nouveau- basszusgitár , Ronnie Romero – ének (Lords of Black). A koncertek nagy sikerrel zárultak ,így 2017-19 között újabb tizenkét fellépést vállalt a csapat.

## Zenei stílus, élő előadások
A Rainbow első három, Ronnie James Dioval készült albuma a hard rock megkerülhetetlen klasszikusai, melyek számos későbbi rock és metal együttesre gyakoroltak felbecsülhetetlen hatást. Ronnie James Dio valamint a második albumon bemutatkozó Cozy Powell is ebben a zenekarban alapozta meg hírnevét. Dio nemcsak hangterjedelme révén vált világhírűvé, de fantasy dalszövegei is újdonságként hatottak, utat mutatva ezzel számtalan heavy és power metal együttesnek. Powell erőteljes és súlyos játéka nagyban meghatározta az együttes hangzását, játéka révén pedig kiérdemelte a „nyolckarú” jelzőt.
Az együttes zenéje gyakran tartalmazott szimfonikus és komolyzenei elemeket is, valamint Blackmore gitárjátéka is gyakran merített a klasszikus zenéből. Ezért gyakran a Rainbowt nevezik meg a neoklasszikus metal legkorábbi előfutárának.
Az együttes korai lemezein rendre felbukkantak energikus és gyors dalok is, melyek közül a Kill the Kinget gyakran emlegetik úgy, mint az 1980-as években startoló power metal előfutárát. 
Dio távozásával az együttes az 1970-es évek végén egy kommerszebb, poposabb hangzás felé fordult. A Graham Bonnet és Joe Lynn Turner nevével fémjelzett albumok Amerikában is ismertté tették az együttest, számos sikerdalt eredményezve. Ugyan az együttes az 1980-as években kereskedelmileg sikeresebb volt, mint az előző évtizedben, ennek ellenére a rajongók többsége a Ronnie James Dioval készült albumokat tekinti a zenekar legjobb munkájának.

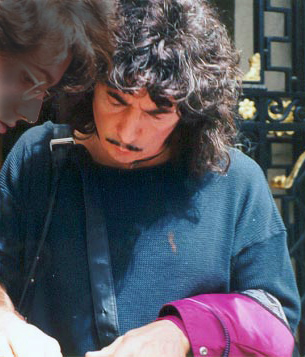
Ritchie Blackmore az együttes gitárosa, vezetője és fő dalszerzője. A „mosolynélkülinek” is nevezett gitáros éppen autogramot ad, egy 1997-ben készült fotón.

A Dio korszak koncertjein nagy szerepet kaptak az improvizációk, a hosszas hangszerszólók. A dzsemmelések alkalmával a lemezen hallható 4-5 perces dalokat gyakran elnyújtották, 15-20 vagy a Still I'm Sad esetében akár 27 percesre is. Blackmore gyakran összetörte hangszerét és erősítőit, mely már a Deep Purpleben is védjegyévé vált.
A koncertek intróját rendre az Óz, a csodák csodájából kölcsönvett idézet jelentette, melyet eredetileg Toto a kutya mondott: „I have a feeling we're not in Kansas anymore. We must be over the rainbow!”. A rainbow szó megismétlődése és visszhangzása után lépett színpadra a zenekar, melynek háta mögött egy mozgatható és világító szivárvány volt látható. Az elektromosan működtetett szerkezet az együttes védjegyévé vált, melynek interferenciája gyakran irritálta a gitárokat és az erősítőket.
Dio távozásával a koncertek kötöttebbé váltak, a zenekar elszokott a hosszas dzsemmelésektől, de a későbbiekben is sokszor játszották a dalokat az eredeti lemezverzión megszokottól eltérően.

## Tagok
Állandó tagok
- Ritchie Blackmore – gitár (1975–1984, 1994–1997,2015-)

Egyéb Tagok
| - Ronnie James Dio – ének (1975–1978) - Craig Gruber – basszusgitár (1975) - Micky Lee Soule – billentyűs hangszerek (1975) - Gary Driscoll – dob (1975) - Jimmy Bain – basszusgitár (1975–1977) - Tony Carey – billentyűs hangszerek (1975–1977) - Cozy Powell – dob (1975–1980) - Mark Clarke – basszusgitár (1977) - Bob Daisley – basszusgitár, háttérvokál (1977–1978) - David Stone – billentyűs hangszerek (1977–1978) - Jack Green – basszusgitár (1978–1979) - Graham Bonnet – ének (1979–1980) | - Roger Glover – basszusgitár, háttérvokál (1979–1984) - Don Airey – billentyűs hangszerek, háttérvokál (1979–1981) - Joe Lynn Turner – ének, ritmusgitár (1980–1984) - Bobby Rondinelli – dob (1980–1983) - David Rosenthal – billentyűs hangszerek (1981–1984) - Chuck Burgi – dob (1983–1984, 1995–1997) - Doogie White – ének (1994–1997) - Greg Smith – basszusgitár, háttérvokál (1994–1997) - Paul Morris – billentyűs hangszerek (1994–1997) - John O'Reilly – dob (1994–1995) - John Micelli – dob (1997) - Ronnie Romero - ének (2015-) - Jens Johansson - billentyűs hangszerek (2015-) - David Keith - dob (2015-) - Bob Nouveau - basszusgitár (2015-) |

## Diszkográfia
- 1975 Ritchie Blackmore’s Rainbow
- 1976 Rising
- 1978 Long Live Rock ’n’ Roll
- 1979 Down to Earth
- 1981 Difficult to Cure
- 1982 Straight Between the Eyes
- 1983 Bent out of Shape
- 1995 Stranger in Us All